# Marche ou crève (roman)
Pour les articles homonymes, voir Marche ou crève.
Marche ou crève (titre original : The Long Walk) est un roman d'anticipation dystopique de Stephen King paru sous le nom de plume de Richard Bachman en 1979. L'American Library Association l'a cité dans sa liste des 100 meilleurs livres pour adolescents publiés entre 1966 et 2000.

## Résumé
Comme tous les ans se tient la Longue Marche : cent jeunes volontaires âgés de moins de 18 ans entament une marche vers le sud à travers les États-Unis, devenus un pays totalitaire, en partant de la frontière canadienne, dans l'État du Maine. Sous l'autorité du « Commandant » et encadrés par des militaires chargés de les surveiller, et d'assurer leur sécurité et leur approvisionnement en vivres et en eau, les concurrents doivent marcher jour et nuit, sans interruption pour quelque motif que ce soit ; l'interdiction de s'arrêter est formelle, sous peine d'être « éliminé » de la Marche, c'est-à-dire être exécuté après trois avertissements. Le dernier debout est déclaré vainqueur et reçoit une très importante somme d'argent ainsi que le « Prix », qui peut être tout ce qu'il souhaite.
Ray Garraty, âgé de 16 ans et originaire du Maine, est le protagoniste principal de l'histoire. Il noue très vite des liens avec deux autres marcheurs, Art Baker et surtout Peter McVries, et est très intrigué par l'énigmatique Stebbins, un solitaire qui reste toujours en queue de peloton, seul Garraty venant lui parler de temps à autre. La marche commence dans une ambiance détendue mais les premières « éliminations » ramènent vite les concurrents à la réalité. L'un d'eux, Barkovitch, se fait rapidement détester par la majorité des marcheurs par son attitude provocatrice et infecte, promettant notamment de danser sur les tombes de tous les autres candidats éliminés, et surtout quand celle-ci provoque directement la mort d'un autre concurrent. À l'issue de l'éprouvante première nuit de marche, alors qu'il reste encore un peu plus de 70 marcheurs, Garraty sauve McVries de l'élimination en le ramenant juste à temps à la raison alors que McVries s'était arrêté pour insulter les soldats.
Plus tard, c'est McVries qui sauve Garraty alors que celui-ci était atteint d'une crise de fou rire. Les conversations des marcheurs tournent de plus en plus autour de la mort et Garraty réalise qu'aucun n'avait de véritable raison de s'inscrire, seulement un désir inconscient de mourir. Garraty apprend avec stupéfaction que Scramm, le favori de la marche, est marié et que sa femme Cathy est enceinte. La foule se fait de plus en plus nombreuse sur le bord de la route et fascine les marcheurs. Une deuxième nuit passe, les concurrents sont désormais un peu plus de quarante, et Scramm, victime de pneumonie, s'arrête, tous les concurrents convenant que le vainqueur enverra de l'argent à sa veuve. Garraty, victime d'une crampe, passe une deuxième fois très près de l'élimination et McVries lui parle pour le distraire jusqu'à ce qu'un de ses avertissements soit levé. Le troisième soir, les marcheurs traversent Augusta. Dans la nuit, Barkovitch perd la raison et est exécuté et les marcheurs ne sont plus que vingt-six au lever du quatrième jour.
En arrivant dans sa ville d'origine, Garraty, incapable de se détacher de sa mère et de sa petite amie venues le voir passer, est encore sauvé par McVries. Les concurrents, désormais pour la plupart perclus de fatigue et certains dans un état second, dépassent Portland. L'un d'eux, Collie Parker, réussit à surprendre les soldats et à en tuer un avant de se faire abattre. Les concurrents, qui ont tous promis de ne plus s'aider entre eux afin que l'épreuve finisse plus vite, passent la frontière du New Hampshire et sont encore dix à l'aube du cinquième jour de marche. Stebbins, délirant, avoue à Garraty et McVries qu'il est le fils naturel du Commandant. Sept survivants entrent dans le Massachusetts et il n'en reste bientôt plus que trois, Garraty, McVries et Stebbins, tous dans un état lamentable. McVries, terrassé par l'épuisement, s'arrête pour s'asseoir. Puis, Garraty est sur le point d'abandonner à son tour quand Stebbins tombe raide mort. Garraty croit voir une ombre devant lui qui lui fait signe et la prend pour un autre marcheur. Il continue à marcher vers elle et trouve même la force de courir quand une main touche son épaule.

## Personnages

### Longue marche
- Ray Garraty : originaire du Maine, il est en quelque sorte le champion local de cette édition de la Longue Marche. C'est aussi le protagoniste de l'histoire ; il porte le numéro 47.
- Peter McVries : le marcheur avec qui Garraty va nouer le plus de liens d'amitié pendant la course, au point de se sauver la vie à tour de rôle au détriment de leurs chances de victoire.
- Stebbins : un personnage mystérieux, qui semble en savoir étrangement long sur la Marche. D'apparence inépuisable, il se révèle être le fils naturel du Commandant.
- Gary Barkovitch : un personnage brutal qui n'hésite pas à insulter tous les autres concurrents de la Longue Marche.
- Scramm : sûr de lui, marié à Cathy, enceinte, Scramm est pendant longtemps le grand favori de la Marche.
- Hank Olson : un personnage très enthousiaste au sujet de la Longue Marche. Très motivé pour ne pas « échouer ».
- Arthur Baker : un personnage sympathique que l'on verra tout au long de l'histoire. Il se lie vite d'amitié avec Garraty et McVries.
- Collie Parker : un personnage assez colérique qui se révèlera très courageux en voulant se rebeller face au commandant.
- Pearson : personnage ayant appartenu au groupe de Garraty.
- Harkness : un marcheur ayant emporté avec lui un carnet pour y inscrire les notes nécessaires à la rédaction de son livre sur la marche.
- Le commandant : organisateur de la Longue Marche, le commandant est un personnage entouré de mystère et sur qui courent de nombreuses rumeurs. Pour le père de Garraty, il s'agit d'un des plus grands criminels jamais vus, « un sociopathe entretenu par la société ».
- Abraham: personnage bien bâti qui sera pendant longtemps membre du groupe de Garraty, mais qui ne sait pas pourquoi il se trouve là.

### Autres
- Jan : la petite amie de Garraty
- Père de Garraty : chauffeur routier et dissident politique, s'est fait escouader

## Univers du roman

### La Longue Marche

#### Principe
L'action du roman a pour cadre une épreuve « sportive », la Longue Marche, et se déroule dans un futur proche indéterminé. La  Marche a lieu une fois par an, le 1er mai, et son fonctionnement est très simple : cent adolescents doivent marcher sans interruption aucune, à un rythme minimal imposé (6,5km/h), aussi longtemps que nécessaire pour dégager un vainqueur, à savoir le Marcheur qui pourra tenir plus longtemps que tous les autres.

#### Fonctionnement
La Longue Marche repose sur un principe d'élimination directe. Le groupe est suivi par un half-track dans lequel se trouvent des soldats armés et munis de chronomètres et de radars portables de haute précision. A chaque infraction, par exemple marcher sous la vitesse minimale ou enfreindre une des règles de la marche, le marcheur fautif reçoit un avertissement lui donnant 30 secondes de grâce pour reprendre le rythme. Au bout du délai du troisième avertissement sans avoir repris son allure ; ou s'il doit en recevoir un quatrième plus tard, le marcheur est éliminé : il « reçoit son ticket pour l'au-delà » et il est exécuté par balles. Et s'il quitte la chaussée pour quelque raison que ce soit (généralement une tentative de fuite), il est alors directement éliminé sans avertissement. D'un autre côté, une heure entière sans infraction permet d'effacer un avertissement.
Les concurrents ont droit à un sac à dos. Le ravitaillement en eau est libre et assuré par les soldats sur simple demande (mais interdit pour un concurrent de demander de l'eau pour un autre). En revanche le ravitaillement en nourriture n'a lieu qu'une fois par 24h. Les spectateurs n'ont pas le droit d'aider les marcheurs ni leur procurer vivres ou boisson ; ni même interférer ou les gêner (ils peuvent eux-aussi être alors éliminés par « ticket d'intervention »).

#### Les règles et suggestions
Les règles et suggestions constituent le cadre réglementaire de la Longue Marche. Les règles sont des principes dont le non-respect entraîne un avertissement ; les suggestions sont des recommandations faites aux Marcheurs pour leur permettre d'optimiser leurs chances de victoire. Seules quelques-unes de ces règles et suggestions sont explicitement mentionnées dans le roman ; elles sont indiquées ci-dessous. D'autres sont évoquées indirectement, comme la suggestion no 12 qui recommande le port de chaussettes de tennis blanches.
- Règle no 8 : « Pas de gestes malveillants envers vos camarades Marcheurs »
- Suggestion no 3 : « Ne portez pas de baskets »
- Suggestion no 6 : « Lentement et calmement »
- Suggestion no 10 : « Économisez votre souffle. Si vous avez l'habitude de fumer, évitez de le faire durant la Longue Marche »
- Suggestion no 13 : « Conservez précieusement votre énergie »

#### Liste des marcheurs éliminés
Cette section recense l'ensemble des marcheurs par ordre chronologique d'élimination. La présence d'un astérisque en première colonne indique que la mort des différents marcheurs est signalée en même temps dans le livre, ce qui ne permet pas de connaître l'ordre exact de leurs décès. Un double astérisque indique que la mort du marcheur n’est pas explicitement citée dans le livre, l’auteur n’y faisant que référence de manière indirecte. La page permet de situer de manière approximative le moment du décès dans le déroulement du roman. Bien sûr, ces pages ne sont pas les mêmes pour toutes les éditions.
| Ordre     | Nom              | Prénom   | Numéro   | Motif d’élimination                          | Page       |
| --------- | ---------------- | -------- | -------- | -------------------------------------------- | ---------- |
| 1         | Curley           | Inconnu  | 7        | Pris de crampes                              | 35         |
| 2         | Ewing            | Inconnu  | 9        | Ampoules                                     | 44         |
| 3         | Inconnu          | Inconnu  | Inconnu  | A trop ralenti                               | 50         |
| 4         | Zuck             | Inconnu  | 100      | Hémorragie à la suite d'une chute            | 56         |
| 5         | Travin           | Inconnu  | Inconnu  | Pris de diarrhées                            | 63         |
| 6         | Fenter           | Inconnu  | 12       | Pris de crampes                              | 73         |
| 7         | Larson           | Inconnu  | 60       | S'assoit                                     | 82         |
| 8         | Inconnu          | Inconnu  | Inconnu  | Inconnu                                      | 82         |
| 9         | Toland           | Inconnu  | Inconnu  | Perd connaissance                            | 83         |
| 10        | Quincy / Quentin | Inconnu  | Inconnu  | Inconnu                                      | 89         |
| 11 - 12 * | Inconnus         | Inconnus | Inconnus | Inconnus                                     | 91         |
| 13        | Baker            | James    | 4        | Inconnu                                      | 93         |
| 14        | Rank             | Inconnu  | Inconnu  | Bagarre avec Barkovitch                      | 96         |
| 15        | Inconnu          | Inconnu  | Inconnu  | Inconnu                                      | 104        |
| 16        | Inconnu          | Inconnu  | Inconnu  | Tente de fuir                                | 107        |
| 17        | Inconnu          | Inconnu  | 45       | Chute                                        | 111        |
| 18 - 24 * | Inconnus         | Inconnus | Inconnus | Inconnus                                     | 113        |
| 25        | Davidson         | Inconnu  | 8        | Inconnu                                      | 114        |
| 26        | Inconnu          | Inconnu  | Inconnu  | Inconnu                                      | 116        |
| 27 **     | Inconnu          | Inconnu  | Inconnu  | Inconnu                                      | 120        |
| 28        | Yannick          | Inconnu  | 98       | Inconnu                                      | 127        |
| 29        | Inconnu          | Inconnu  | Inconnu  | Pris de convulsions                          | 140        |
| 30        | Gribble          | Inconnu  | 48       | Congestion de la prostate                    | 143        |
| 31        | Harkness         | Inconnu  | 49       | Inconnu                                      | 145        |
| 32        | Inconnu          | Percy    | 31       | Tente de fuir                                | 151        |
| 33        | Inconnu          | Inconnu  | Inconnu  | Inconnu                                      | 155        |
| 34        | Inconnu          | Inconnu  | Inconnu  | Inconnu                                      | 157        |
| 35 *      | Wayne            | Inconnu  | 94       | Inconnu                                      | 164        |
| 36 *      | Inconnu          | Inconnu  | Inconnu  | Inconnu                                      | 164        |
| 37        | Morgan           | Frank    | 64       | Inconnu                                      | 169        |
| 38        | Inconnu          | Inconnu  | Inconnu  | Inconnu                                      | 174        |
| 39        | Inconnu          | Inconnu  | 38       | Renversé par le half-track                   | 178        |
| 40        | Inconnu          | Inconnu  | Inconnu  | Inconnu                                      | 185        |
| 41        | Tressler         | Inconnu  | 92       | Insolation                                   | 190        |
| 42        | Inconnu          | Inconnu  | Inconnu  | Convulsions                                  | 190        |
| 43        | Aaronson         | Inconnu  | 1        | Pris de crampes                              | 190        |
| 44        | Inconnu          | Inconnu  | Inconnu  | Insolation                                   | 190        |
| 45        | Inconnu          | Inconnu  | Inconnu  | Inconnu                                      | 192        |
| 46        | Inconnu          | Inconnu  | Inconnu  | Inconnu                                      | 202        |
| 47        | Inconnu          | Inconnu  | Inconnu  | Inconnu                                      | 208        |
| 48        | Jensen           | Inconnu  | Inconnu  | Pris de panique pendant un orage             | 212        |
| 49        | Inconnu          | Inconnu  | Inconnu  | Évanouissement                               | 214        |
| 50        | Fenum            | Roger    | 13       | Évanouissement                               | 214        |
| 51        | Inconnu          | Inconnu  | Inconnu  | Inconnu                                      | 221        |
| 52        | Inconnu          | Inconnu  | Inconnu  | Inconnu                                      | 221        |
| 53        | Olson            | Hank     | 70       | Attaque les soldats                          | 225 à 227  |
| 54        | Inconnu          | Inconnu  | Inconnu  | Inconnu                                      | 231        |
| 55        | Inconnu          | Inconnu  | Inconnu  | Inconnu                                      | 240        |
| 56 - 57 * | Inconnus         | Inconnus | Inconnus | Inconnus                                     | 248        |
| 58        | Inconnu          | Inconnu  | Inconnu  | Inconnu                                      | 253        |
| 59 *      | Scramm           | Inconnu  | 85       | Est éliminé à la suite d'une pneumonie       | 284        |
| 60 *      | Inconnu          | Mike     | Inconnu  | Abandonne à la suite de crampes intestinales | 284        |
| 61        | Inconnu          | Joe      | Inconnu  | Inconnu                                      | 270        |
| 62        | Inconnu          | Inconnu  | Inconnu  | Inconnu                                      | 276        |
| 63        | Gallant          | Inconnu  | Inconnu  | Inconnu                                      | 278        |
| 64        | Milligan         | Inconnu  | Inconnu  | Malaise                                      | 283        |
| 65 **     | Inconnu          | Inconnu  | Inconnu  | Inconnu                                      | 318        |
| 66        | Inconnu          | Inconnu  | Inconnu  | Inconnu                                      | 318        |
| 67        | Quince           | Harold   | Inconnu  | Inconnu                                      | 322        |
| 68        | Barkovitch       | Gary     | 5        | Perd la raison                               | 322        |
| 69 - 73 * | Inconnus         | Inconnus | Inconnus | Inconnus                                     | 3          |
| 74 *      | Pearson          | Inconnu  | Inconnu  | Inconnu                                      | 396        |
| 75        | Field            | Charlie  | Inconnu  | Inconnu                                      | 299        |
| 76 **     | Inconnu          | Inconnu  | Inconnu  | Inconnu                                      | 305        |
| 77 *      | Inconnu          | Inconnu  | Inconnu  | Inconnu                                      | 313        |
| 78 *      | Inconnu          | Inconnu  | Inconnu  | Inconnu                                      | 313        |
| 79 *      | Klingerman       | Inconnu  | 59       | Crise d’appendicite                          | 313        |
| 80        | Tubbins          | Inconnu  | 93       | Perd la raison                               | 313 et 314 |
| 81 **     | Inconnu          | Inconnu  | Inconnu  | Inconnu                                      | 317        |
| 82        | Parker           | Collie   | Inconnu  | Attaque les soldats                          | 350        |
| 83        | Wyman            | Marty    | 97       | Épuisement                                   | 354        |
| 84        | Sledge           | Bobby    | Inconnu  | Tente de fuir                                | 355        |
| 85        | Inconnu          | Inconnu  | Inconnu  | Inconnu                                      | 355        |
| 86        | Inconnu          | Inconnu  | Inconnu  | Épuisement                                   | 356        |
| 87 - 89 * | Inconnus         | Inconnus | Inconnus | Inconnus                                     | 357        |
| 90        | Abraham          | Inconnu  | 2        | Épuisement                                   | 357        |
| 91 **     | Inconnu          | Inconnu  | Inconnu  | Inconnu                                      | 329        |
| 92 **     | Inconnu          | Inconnu  | Inconnu  | Inconnu                                      | 334        |
| 93 **     | Pastor           | Bruce    | Inconnu  | Inconnu                                      | 334        |
| 94        | Fielder          | George   | Inconnu  | Perd la raison                               | 336        |
| 95        | Hough            | Bill     | Inconnu  | Inconnu                                      | 337        |
| 96        | Milligan         | Inconnu  | Inconnu  | Inconnu                                      | 337        |
| 97        | Baker            | Arthur   | 3        | Hémorragie interne                           | 339        |
| 98        | McVries          | Peter    | 61       | Épuisement                                   | 344        |
| 99        | Stebbins         | Inconnu  | 88       | Tombe raide mort                             | 345        |

À la suite de la mort de Stebbins, c'est le numéro 47 et principal protagoniste de l'histoire, Ray Garraty, qui est le dernier marcheur vivant et donc le « gagnant » de la Longue Marche.

### Le pays
Les États-Unis semblent être devenu un pays totalitaire où les dissidents tels que le père du protagonistes sont "escouadés" par les Escouades nationales sous les ordres du Commandant.

## Genèse du roman
Stephen King a écrit ce roman en 1966-1967 alors qu'il était étudiant à l'université du Maine. Il en a eu l'idée en faisant de l'auto-stop entre chez lui et l'université. C'est le premier roman que l'écrivain a réussi à terminer. Il l'a présenté à un concours du premier roman organisé par Random House, qui l'a rapidement rejeté au grand désarroi de King. Il a finalement été publié en 1979 sous le pseudonyme de Richard Bachman.

## Analyse
Selon l'universitaire Michael R. Collings, Marche ou crève représente un cap important dans la technique littéraire de Stephen King, que ce soit au niveau du rythme, de la complexité des personnages ou de l'atmosphère. Il commence dans une ambiance légère avant de se transformer progressivement en « descente inévitable dans les ténèbres ». La marche est racontée du point de vue de Ray Garraty, dont l'esprit, « de plus en plus détaché de la réalité », est poussé aux limites « des motivations humaines, de la frustration, de la peur, de la solitude, de la terreur, de l'épuisement et, finalement, de la compassion, du désespoir et des profondeurs ultimes de la folie ». Dans ce « compte à rebours vers l'obsession et la folie », le temps joue un rôle important. Il est « étroitement surveillé » au début de la marche car il constitue « le souci principal des marcheurs » mais, avec l'épuisement physique et mental des concurrents, il forme de plus en plus « une masse indissociable », alors même que « l'identité des garçons se fond en une seule entité ».
King apprend avec ce roman à créer des personnages marquants en quelques lignes et la psychologie des principaux marcheurs s'ouvre de plus en plus au lecteur alors qu'ils mettent leur âme à nu, parlant « de la vie, de la mort et l'amour, de l'espoir et du vide ». Parmi les personnages autres que les marcheurs, le Commandant représente la « figure paternelle qui semble absente » chez tous les concurrents et le genre « d'autorité vague, rarement présente et jamais comprise » que King critiquera fréquemment par la suite. Quant à la silhouette sombre que Garraty aperçoit à la fin et qui lui fait signe « pour qu'il vienne jouer le jeu », jeu qui n'est « que folie et mort », elle est pour Collings la première incarnation de Randall Flagg. Pour Laurent Bourdier, le roman est une critique « de l'esprit de compétition permanent qui prévaut dans une Amérique ultra-libérale ».

## Adaptation
Frank Darabont, qui a déjà réalisé trois films adaptés de romans de Stephen King, Les Évadés, La Ligne verte et The Mist, a acquis les droits d'adaptation de Marche ou crève. Dans une interview datant de 2007, il annonce qu'il compte bien réaliser dans le futur une adaptation de ce roman mais il ne donne aucune date approximative pour ce projet. Pour Darabont, le livre est une métaphore existentielle de l'obsession des êtres humains pour la guerre (des jeunes garçons que l'on envoie mourir sans raison particulière) et son projet est de faire un film à petit budget qui se concentre sur les personnages, une sorte de huis clos sur la route.
Néanmoins, l'option de Darabont sur le roman expire sans qu'il ait pu concrétiser son projet. James Vanderbilt, qui a déjà écrit un scénario tiré du livre, récupère les droits en 2018 et développe un nouveau projet avec New Line Cinema comme société de production.
En 2019, André Øvredal est annoncé pour réaliser une adaptation en film. Trois ans plus tard, Øvredal annonce que le tournage commencera en juin 2022,,.
En novembre 2023, il est annoncé que Lionsgate a finalement repris le projet en main, avec Francis Lawrence à la réalisation, d'après un script de JT Mollner (en).